# Rhynchostoma
Rhynchostoma är ett släkte av svampar. Enligt Catalogue of Life ingår Rhynchostoma i klassen Eurotiomycetes, divisionen sporsäcksvampar och riket svampar, men enligt Dyntaxa är tillhörigheten istället familjen Rhynchostomataceae, klassen Eurotiomycetes, divisionen sporsäcksvampar och riket svampar.
|              | Pyrenulales                                                                        |
|              |                                                                                    |
|              | Onygenales                                                                         |
|              |                                                                                    |
|              | Verrucariales                                                                      |
|              |                                                                                    |
|              | Eurotiales                                                                         |
|              |                                                                                    |
|              | Chaetothyriales                                                                    |
|              |                                                                                    |
|              | Mycocaliciales                                                                     |
|              |                                                                                    |
|              | Coryneliales                                                                       |
|              |                                                                                    |
|              | Ascosphaerales                                                                     |
|              |                                                                                    |
|              | Arachnomycetales                                                                   |
|              |                                                                                    |
|              | Monascaceae                                                                        |
|              |                                                                                    |
|              | Strigulaceae                                                                       |
|              |                                                                                    |
|              | Eremascaceae                                                                       |
|              |                                                                                    |
|              | Amorphothecaceae                                                                   |
|              |                                                                                    |
|              | Rhynchomeliola                                                                     |
|              |                                                                                    |
|              | Sarcinomyces                                                                       |
|              |                                                                                    |
|              | Cyanopyrenia                                                                       |
|              |                                                                                    |
|              | Calyptrozyma                                                                       |
|              |                                                                                    |
|              | Arthropycnis                                                                       |
|              |                                                                                    |
| Rhynchostoma | \| \| Rhynchostoma minutum \| \| \| \| \| \| Rhynchostoma australiense \| \| \| \| |
|              | \| \| Rhynchostoma minutum \| \| \| \| \| \| Rhynchostoma australiense \| \| \| \| |
|              | Azureothecium                                                                      |
|              |                                                                                    |
|              | Rhynchostoma minutum                                                               |
|              |                                                                                    |
|              | Rhynchostoma australiense                                                          |
|              |                                                                                    |

|  | Rhynchostoma minutum      |
|  |                           |
|  | Rhynchostoma australiense |
|  |                           |